# Pangolim
Pangolins (Manis spp.) são mamíferos da ordem Pholidota que vivem em zonas tropicais da Ásia e da África. Há oito espécies diferentes de pangolim: pangolim chinês, pangolim malaio, pangolim do cabo, pangolim filipino, pangolim-da-barriga-branca, pangolim indiano, pangolim-gigante-terrestre e pangolim-da-barriga-preta. São as únicas representantes da família Manidae e da ordem Pholidota. A ordem é muito antiga, com representantes fósseis datando do Eoceno na Europa (Eomanis, do Eoceno Médio alemão, em Messel), América do Norte (Patriomanis) e Ásia (Cryptomanis gobiensis, do Eoceno superior da Mongólia). A relação dos folídotos com outras ordens de mamíferos ainda é motivo de muitas controvérsias, mas estudos recentes incluíram-na num táxon chamado de Pegasoferae, junto com os carnívoros, os quirópteros e os perissodáctilos.

## Etimologia
Pangolim origina-se do malaio pangulang, "animal que se enrola". Pholidota significa "coberto de escamas".[carece de fontes?]

## Descrição
Este animal tem o corpo coberto de escamas. Adota uma forma enrolada, parecido com uma bola, semelhante à do ouriço-cacheiro, quando ameaçado.
Não possui dentes e alimenta-se, sobretudo, de formigas, que captura dentro dos formigueiros com a sua longa língua viscosa. Apesar de sua semelhança comportamental e anatômica com os tamanduás sul-americanos, o pangolim está, filogeneticamente, mais próximo dos carnívoros. Trata-se de um caso de evolução convergente, ou seja, quando espécies de grupos distintos evoluem para morfologias semelhantes.

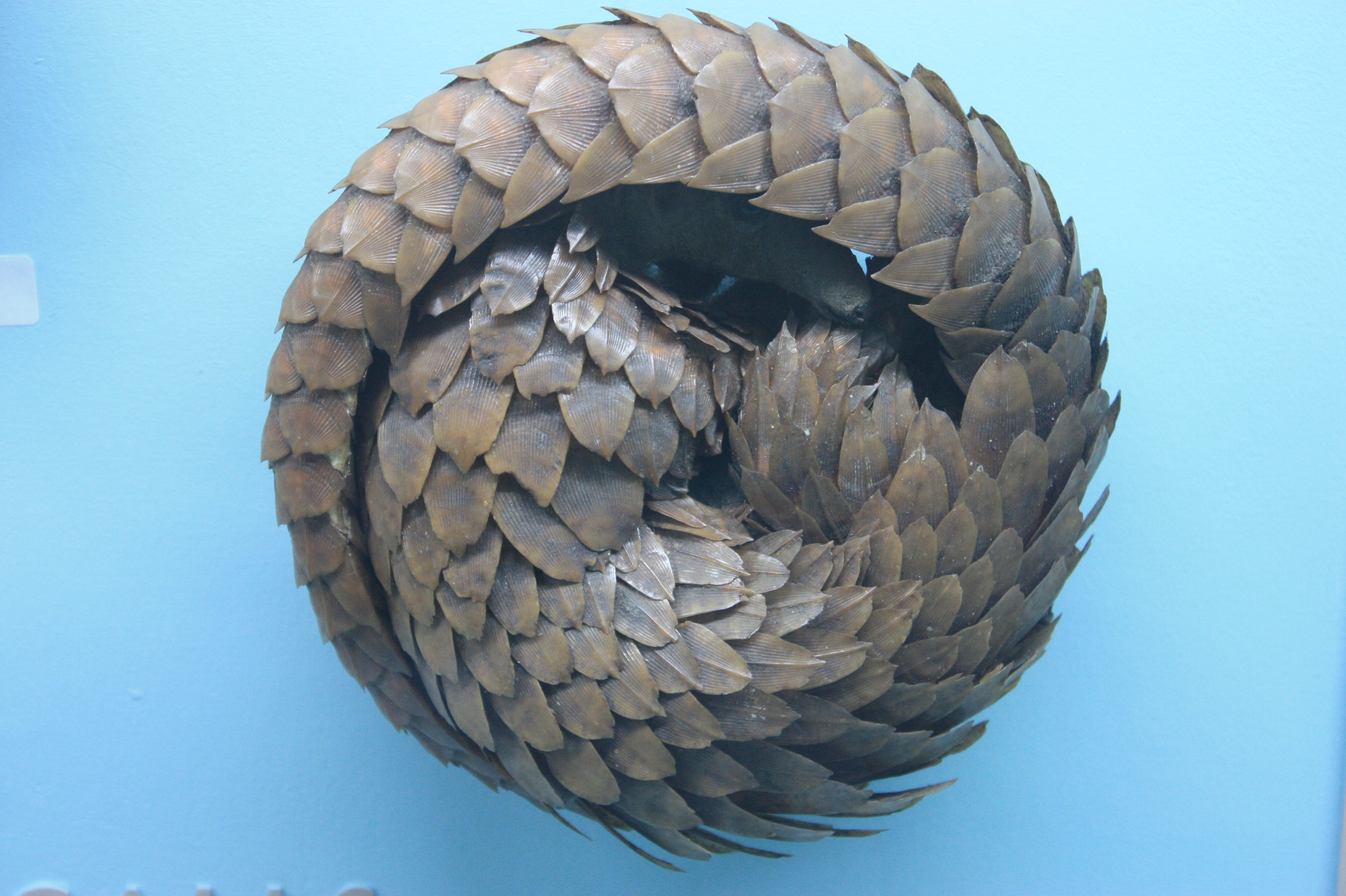
Um pangolim em postura defensiva.

É caçado e utilizado como especialidade gastronômica pelas populações das zonas onde habita. As suas escamas são traficadas para serem utilizadas como afrodisíaco.
Recentemente, o pangolim tem sido personagem de várias atrações de TV, como a série Pokémon (através dos personagens Pokémon Sandslash e Sandshrew) e o comercial do canal Animal Planet, no bloco "Fato ou Ficção" do programa "Criaturas Esquisitas", no qual um pangolim aparece produzindo um filme ao lado da toupeira-nariz-de-estrela, além do anime "Killing Bites" onde o personagem Kido é mistura de humano e pangolim, e também há um herói do Jogo de computadores Dota 2 baseado no Pangolim, o Pangolier.
O pangolim é, até o momento, o principal suspeito, mas não o único, de ter sido o hospedeiro intermediário na transmissão do vírus SARS-CoV-2 para humanos na província de Wuhan, China originando a pandemia do COVID-19. A hipótese inicial perdeu momentum com a constatação de que o sequenciamento genético do vírus presente nos pangolins demonstrou uma similaridade de apenas 90.3% do DNA em comparação ao vírus observado em humanos, sendo essa porcentagem insuficiente (um valor de 99.8% é necessário para estabelecer um vínculo definitivo entre as mutações).

## Classificação
- Família Manidae
  - Manis Linnaeus, 1758
    - Pangolim-indiano  (M. crassicaudata)
    - Pangolim-chinês  (M. pentadactyla) Linnaeus, 1758

  - Paramanis
    - Pangolim-malaio  (Paramanis javanica)

  - Smutsia
    - Pangolim-gigante  (Smutsia gigantea)
    - Pangolim-comum (Smutsia temmincki)

  - Phataginus Rafinesque, 1821
    - Pangolim-arborícola Phataginus tricuspis (Rafinesque, 1821)

  - Uromanis
    - Pangolim-de-cauda-longa  (Uromanis tetradactyla)